# Парк Ленина (Выборг)
Парк имени Ленина (ранее парк-эспланада, швед. esplanaden, фин. puisto) — центральный парк Выборга, который простирается от Рыночной площади на западе до Московского проспекта на востоке и от проспекта Ленина на севере до Крепостной улицы на юге. Ленинградский проспект и проспект Суворова разделяют парк на три части.

## История
История создания парка связана с периодом, когда Выборг представлял собой крепость, окружённую городской стеной со рвами. После большого пожара, случившегося в Выборгской крепости в 1738 году, российские военные власти запретили горожанам вновь селиться в районе крепости Короно-Санкт-Анны и в Земляном городе (Рогатой крепости). Поэтому городские жители стали строить деревянные дома по обеим сторонам дороги, ведущей в Петербург. Так в первой половине XVIII века возникло Санкт-Петербургское предместье (на картах XIX века чаще именовалось Петербургским форштадтом). В соответствии с требованиями военного ведомства домики жителей предместья не могли располагаться ближе 130 саженей (270 метров) к Выборгской крепости, так как эспланада должна быть всегда открытой для артиллерийского огня. В 1780-х годах проходившая через это открытое место Санкт-Петербургская дорога была спрямлена, расширена и благоустроена. Участок дороги от Петербургских ворот до площади Красного колодца представлял собой бульвар с мощёными тротуарами.

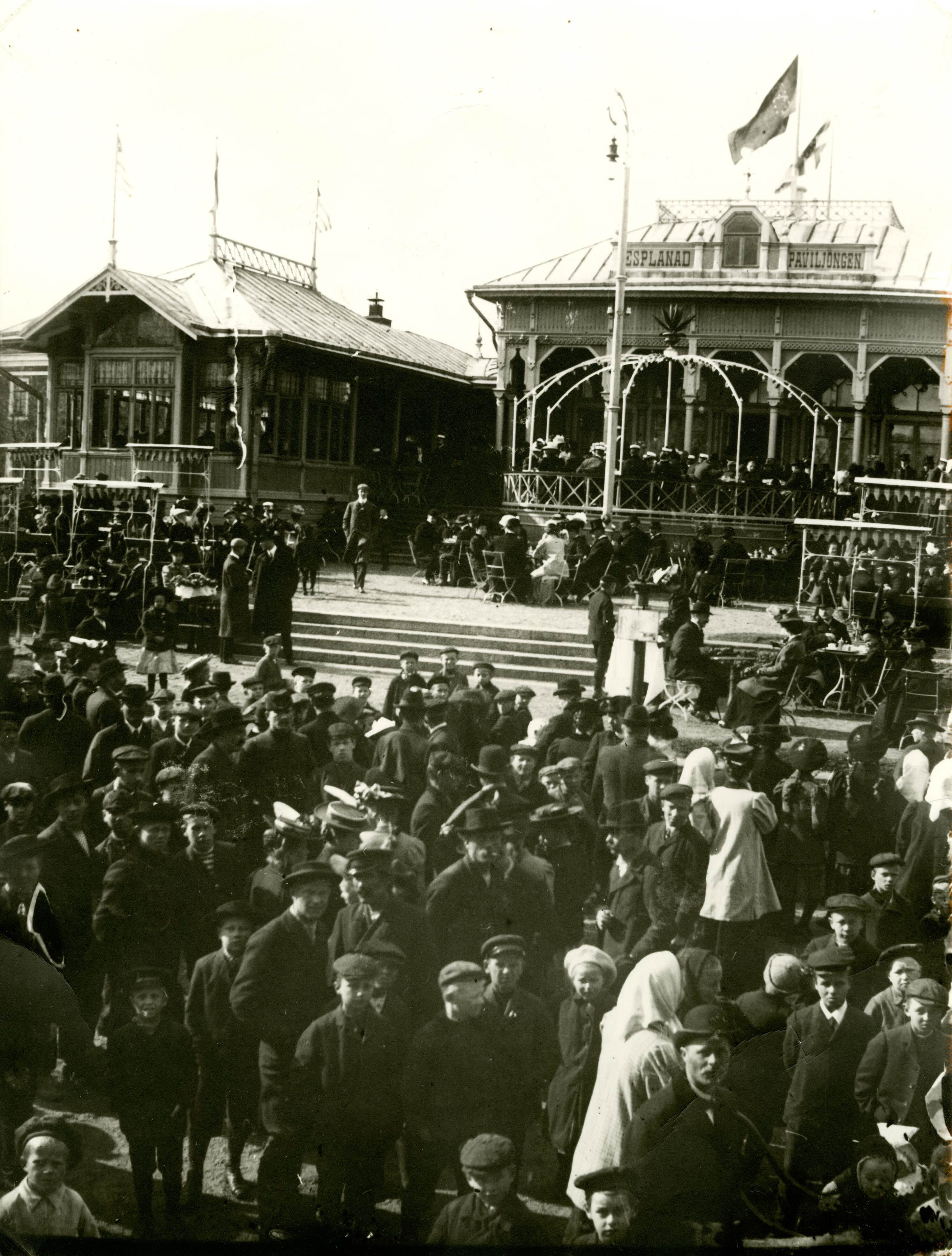
Празднование Первомая у «Эспланад-павильона» в 1910 году

В 1861 году выборгским губернским землемером Б. О. Нюмальмом был разработан городской план, предусматривавший снос устаревших укреплений Рогатой крепости и формирование сети новых прямых улиц, разделивших территорию бывшего форштадта на участки правильной формы. Согласно плану старые и новые городские кварталы опоясывала цепь бульваров, включавшая современные проспект Ленина с парком на месте эспланады, площадь Выборгских Полков, Садовую улицу, бульвар Кутузова и Первомайскую улицу.

На плане 1861 года хорошо видна цепь бульваров

Так на месте прежних валов, рвов и предполья с бульваром был в 1862 году разбит городской парк-эспланада. При разбивке парка в нём было посажено более двухсот пород деревьев, среди которых белая ива, карельская берёза, лиственница, татарский клён и амурский бархат. Деревья подобраны с учётом разного времени их цветения. Работы по обустройству парка продолжались несколько лет: в частности, в 1871 году из Любека были выписаны саженцы для посадки.

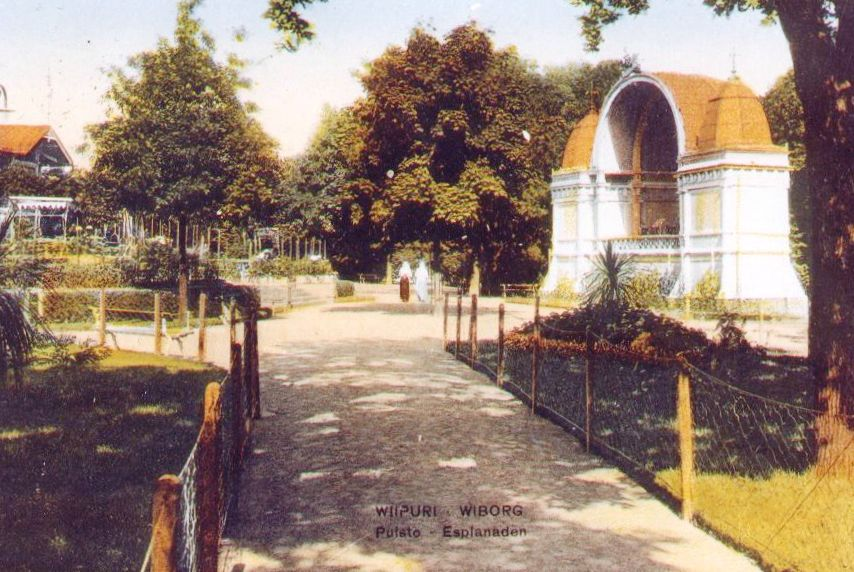
Эстрада у «Эспланад-павильона» на дореволюционной открытке

Планировка парка и возведение построек осуществлялись с учётом опыта столицы Великого княжества Финляндского, где важным центром отдыха стал парк Эспланады. Как и в Гельсингфорсе, широкой популярностью пользовался парковый ресторан. Первоначально деревянное здание ресторана и гостиницы «Бельведер» было возведено в 1868 году по проекту Ф. Оденваля. Оно сгорело в 1887 году и было заменено новым рестораном «Эспланад-павильон» (позднее — «Эспиля»), построенным в 1890 году архитектором Б. Бломквистом. Максим Горький упоминает бульвар с рестораном и оркестром в своём произведении «Жизнь Клима Самгина». Эстрада, построенная Б.Бломквистом рядом с рестораном в 1899 году, была разрушена в ходе Гражданской войны в Финляндии, но снова выстроена в 1935 году во время реконструкции ресторана архитектором У. Ульбергом. Музыка оркестров, выступавших летом на эстраде трижды в неделю, разносилась далеко по всему центру города. Большой известностью пользовался оркестр Карельского гвардейского полка, благодаря высокому исполнительскому мастерству считавшийся одним из лучших в Финляндии. Также проводились выступления хоровых коллективов. В частности, хоровой концерт традиционно проводился в рамках первомайских культурно-массовых мероприятий. Поблизости от ресторана и эстрады разместилась детская площадка.
После провозглашения независимости Финляндии официальным стало финское название городского парка-эспланады: фин. Espilän puisto, а с 1929 года — фин. Torkkelinpuisto (Торкельский парк — в честь Торкеля Кнутссона). Парк пополнился достопримечательностями: был сооружён фонтан «Девушка Иматры» (создатель Георг Винтер) и установлены скульптуры — «Лось» работы Юсси Мянтюнена, а также «Лесной юноша» (автор Юрьё Лиипола). По проекту Алвара Аалто было построено здание городской библиотеки, разграничившее Торкельский парк и вновь выделенный парк Кафедрального собора (фин. Tuomiokirkonpuisto) с лютеранской кирхой, памятником Микаэлю Агриколе (автор Эмиль Викстрём) и памятником белофиннам работы Гуннара Финне. А на игровой детской площадке у ресторана и эстрады появился небольшой питьевой фонтан, изображавший трёх лягушек (авторы Рагнар Юпюя и Марта Мартикайнен-Юпюя).
В 1912—1957 годах вдоль границ парка проходил маршрут Выборгского трамвая.
После перехода Выборга в состав СССР по итогам Великой Отечественной войны парк был переименован в честь В. И. Ленина, неоднократно бывавшего в Выборге, и расширен за счёт бывшего парка Кафедрального собора, в котором не осталось ни собора, ни окружавших его памятников. В 1960 году парк был продлён вдоль проспекта Ленина за счёт озеленения квартала между Суворовским и Московским проспектами, который до войны занимали деревянные дома (такие, как церковь Вефиль). Вместо утраченного фонтана на вновь обустроенной в 1956 году детской игровой площадке установили скульптуру медведя с разрушенного в военное время здания вокзала. Позже на месте игровой площадки и сгоревшего в ходе войны ресторана с эстрадой были размещены аттракционы, а у здания библиотеки — второй фонтан. В 1950-е—1960-е годы парк украшала типовая массовая гипсовая скульптура («Советская молодёжь», «Штангист», «Бегущий спортсмен», «Оленёнок» и т. п.).
С 2008 года, после разделения всей территории Выборга на микрорайоны, парк имени Ленина относится к Центральному микрорайону города. С парком фактически слились появившиеся в послевоенное время на бывшем плацу зелёные насаждения Театральной площади (бывшей Парадной, затем Пионерской) у собора Петра и Павла, куда была в 1960-е годы при создании фонтанной композиции перемещена скульптура медведя. Новые границы парка закреплены в 2009 году установкой решётки.
В том же году в парке на новом месте был восстановлен памятник Микаэлю Агриколе (ранее в парке финского города Лахти установлены копии статуи Лося и памятника Микаэлю Агриколе; копии этих памятников имеются и в других городах Финляндии). Другую достопримечательность парка — здание ресторана «Эспиля» — восстановили в 2016 году. А в 2018 году в парке была установлена скульптурная композиция «Рыцари и Дама сердца».

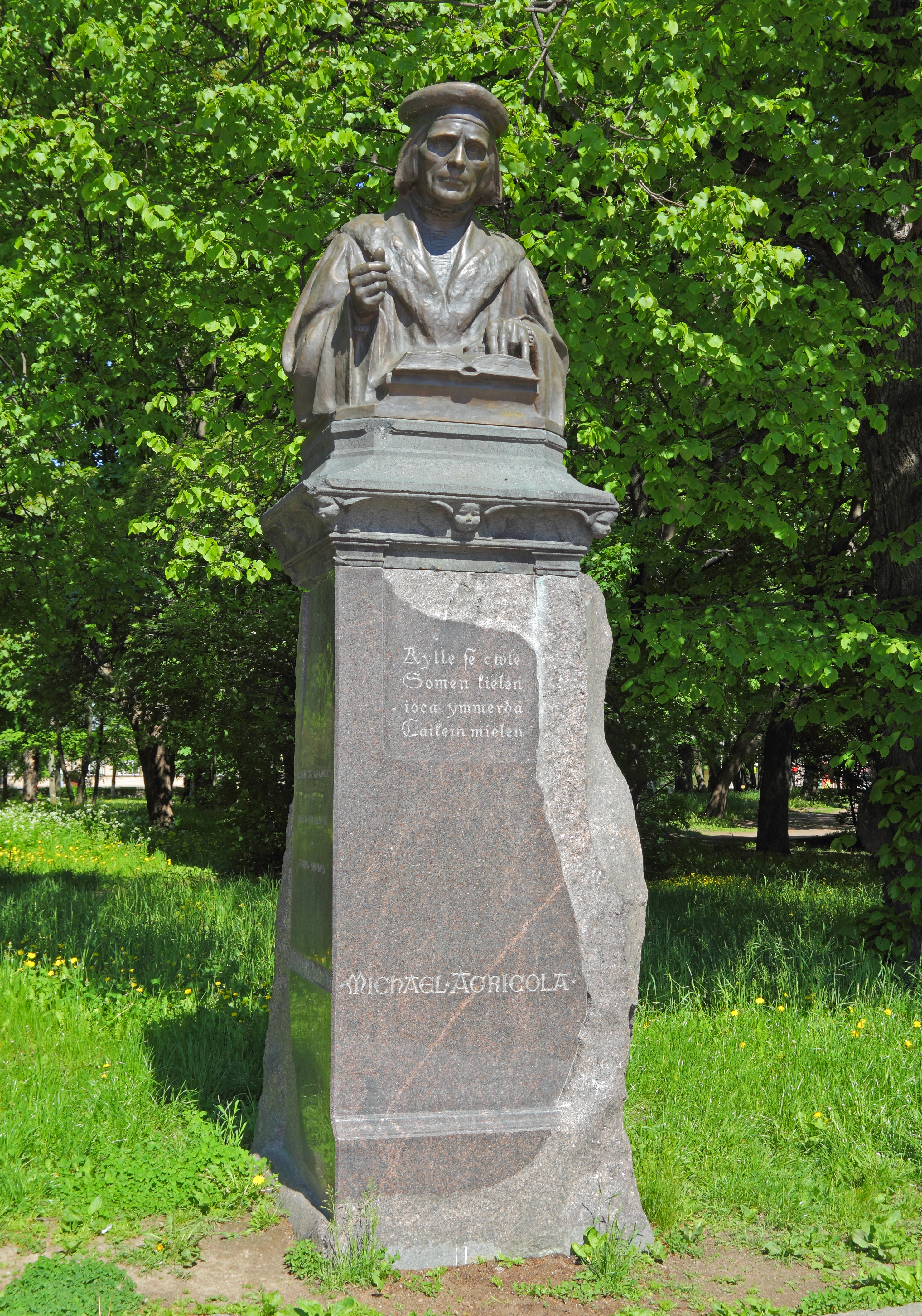
Памятник Микаэлю Агриколе
Лесной юноша
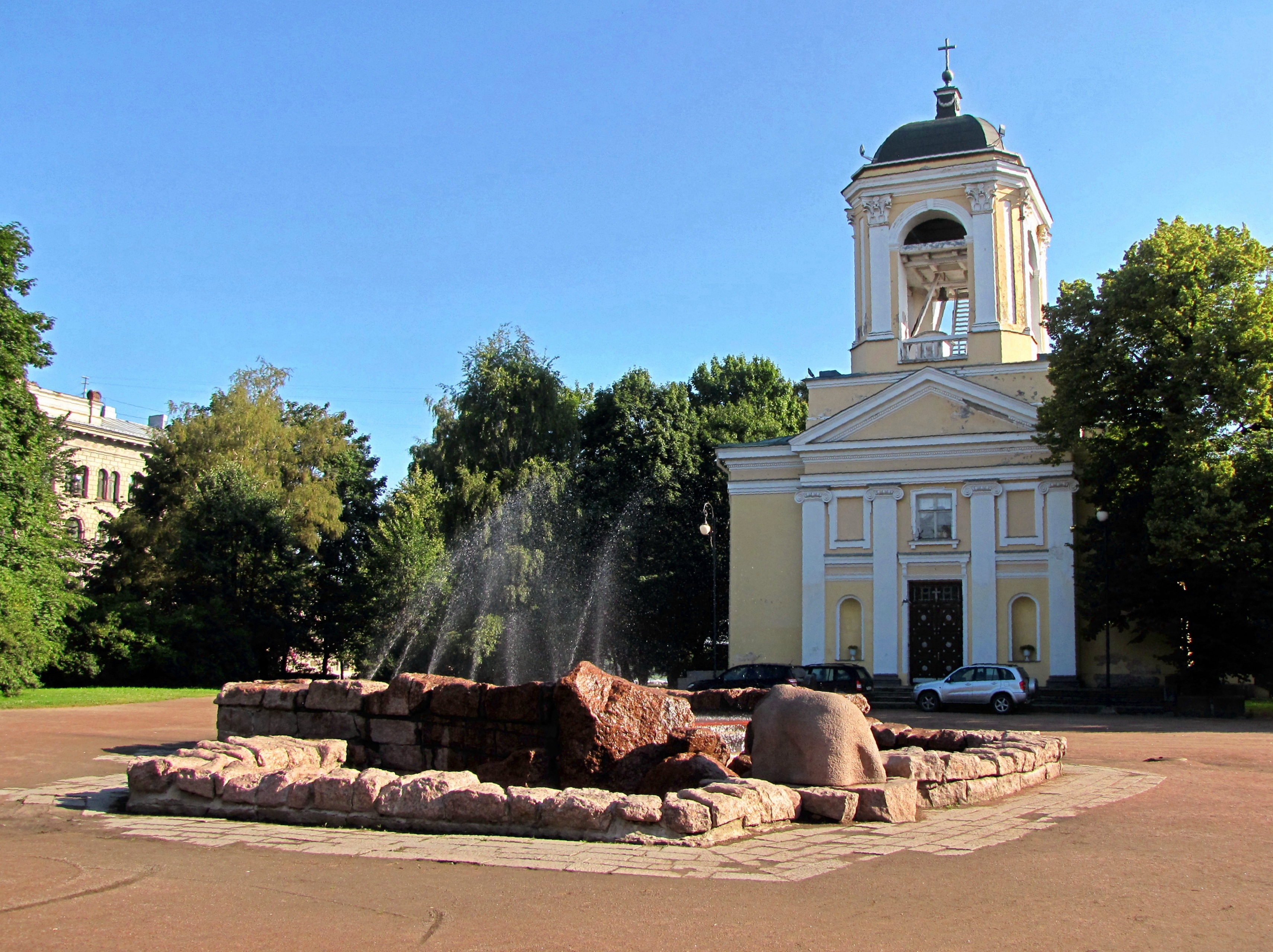
Собор Петра и Павла и фонтан с медведем
Статуя рыцаря

## Фонтаны
В летнее время действуют два фонтана: у библиотеки Алвара Аалто и на Театральной площади. В оформлении восстановленного фонтана у собора Петра и Павла использована скульптура медведя с разрушенного в военное время здания вокзала.
Утрачена фонтанная скульптура «Девушка Иматры» (сохранилась чаша фонтана, превращённая в клумбу). Полностью утрачен питьевой фонтан «Лягушки» на детской площадке.

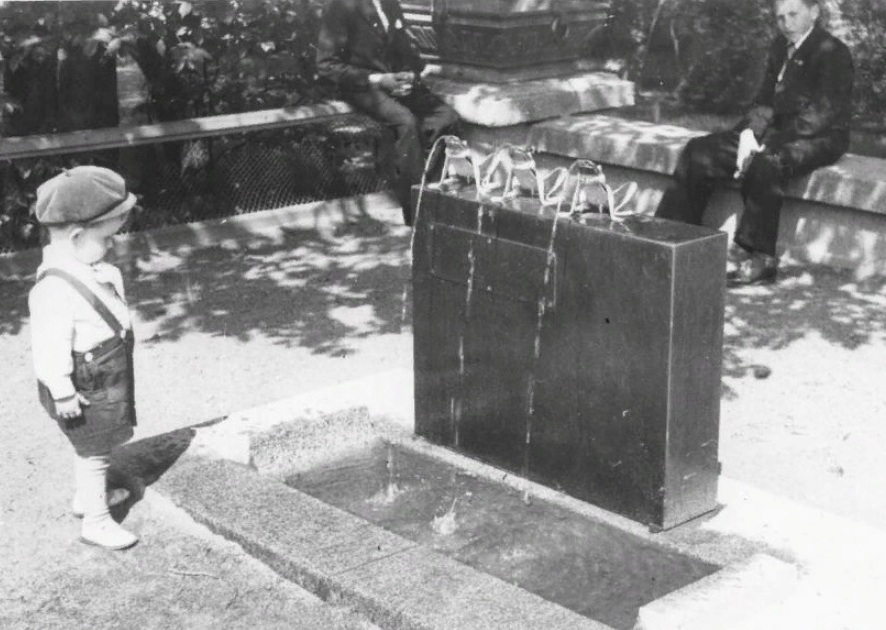
Мальчик у фонтана с лягушками в 1939 году
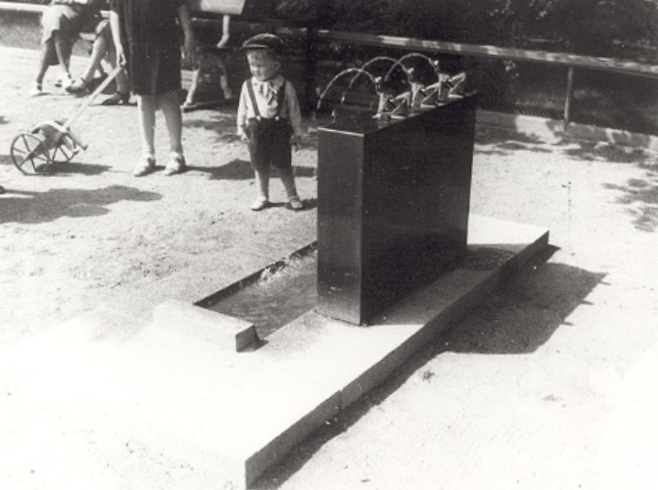
На игровой площадке у фонтана в 1939 году
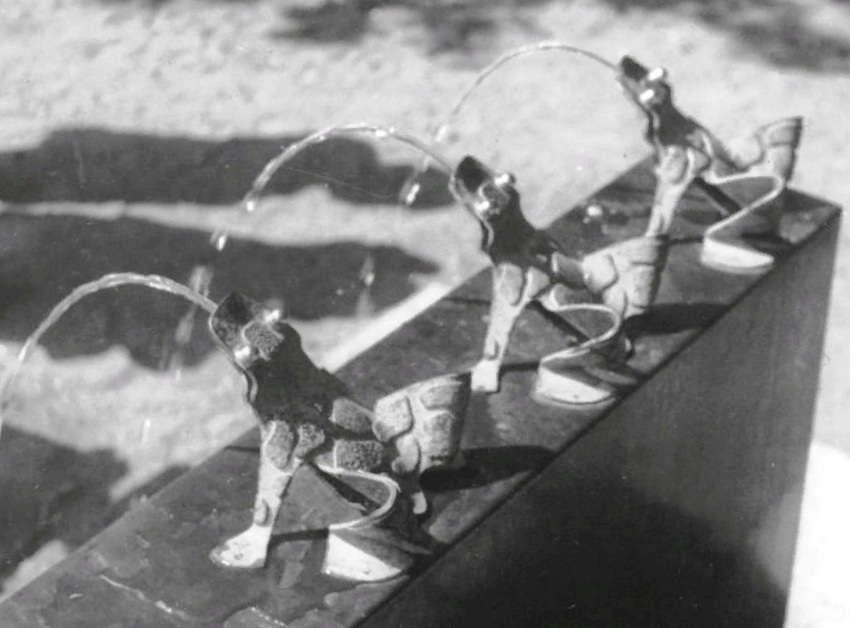
Питьевой фонтанчик в 1939 году
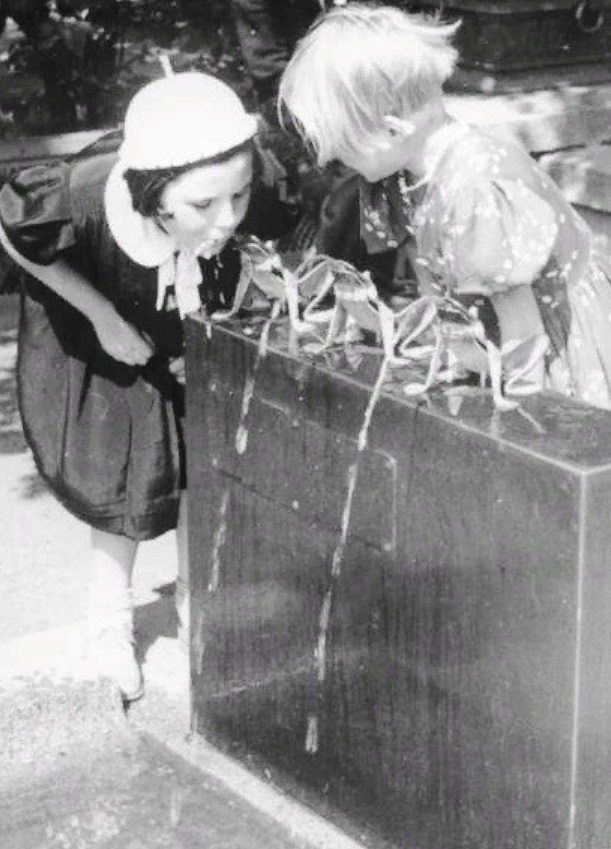
Девочки у фонтанчика в 1939 году